# Paw (film)
Paw è un film del 1959 diretto da Astrid Henning-Jensen, presentato in concorso al 13º Festival di Cannes e nominato all'Oscar al miglior film straniero.